# Belle Isle, Newfoundland och Labrador
Belle Isle är en ö i Kanada.   Den ligger i provinsen Newfoundland och Labrador, i den östra delen av landet, 1 700 km öster om huvudstaden Ottawa. Arean är 52 kvadratkilometer.
Terrängen på Belle Isle är platt. Öns högsta punkt är 245 meter över havet. Den sträcker sig 15,5 kilometer i nord-sydlig riktning, och 10,8 kilometer i öst-västlig riktning.